# Das Mädchen von Treppi

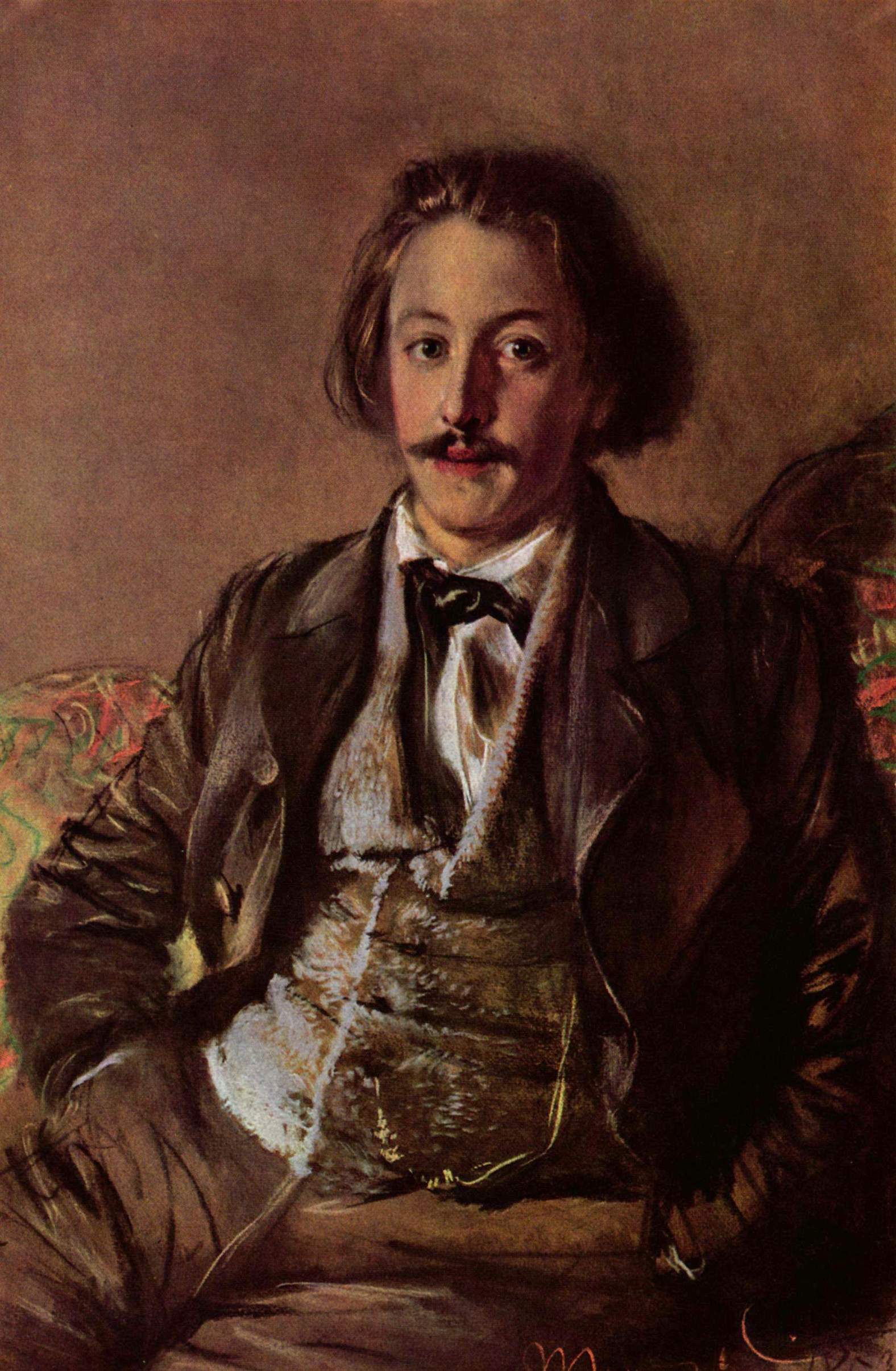
Paul Heyse auf einem Gemälde von Adolph Menzel anno 1853

Das Mädchen von Treppi ist eine Novelle des deutschen Nobelpreisträgers für Literatur Paul Heyse aus dem Jahr 1855.
Die Novelle wurde ins Italienische (La franciulla di Treppi, 1863), Dänische (Pigen fra Treppi, 1873), Englische (The Maid of Treppi, 1891) und Holländische (1964) übertragen.

## Inhalt
Politische Gegner hatten den Advokaten Filippo Mannini aus Florenz vertrieben. Sein weiteres politisches Wirken von Bologna aus war dem Gegner ein Dorn im Auge geblieben. Bei seiner Ehre gepackt, hatte sich Filippo zu einem Duell – ausgerechnet mit einem Meisterschützen – in Pistoja hinreißen lassen. Schmuggler hatten den Advokaten zunächst von Poretta aus in das schwer zugängliche toskanische Bergdorf Treppi gebracht. Der schwierige Abstieg vom Apennin nach Pistoja stand für den nächsten Morgen bevor.
In Treppi übernachtet Filippo im Haus der 22-jährigen Jungfrau Fenice Cattaneo. Beide sind überrascht. Sieben Jahre zuvor hatte Filippo das Hirtendorf aufgesucht und dabei Fenice kennen- und lieben gelernt. Während Filippo nur sein politisches Ränkespiel im Kopf hat, also von Frauen nichts wissen will, hat Fenice jahrelang auf Filippo gewartet und allen Freiern einen Korb gegeben. Als Fenice von dem bevorstehenden Duell unten in Pistoja erfährt und Filippo sich ostentativ von ihr abwendet, schreitet die Lebensretterin zur Tat. Während Filippos Nachtruhe entlohnt sie die Schmuggler und schickt diese fort. Filippo muss am Morgen notgedrungen mit Fenice nach Pistoja zum Duell hinabsteigen. Fenice führt den Geliebten aber in die Irre. Als er die Finte durchschaut und auf eigene Faust in die rechte Richtung marschiert, stürzt er in dem felsigen Terrain ab. Fenice lässt den Schwerverletzten von zwei Hirten in ihr Haus tragen und geht nach Pistoja. Sie will Filippos Fernbleiben vom Duell entschuldigen. Die nächste Überraschung: Statt des Meisterschützen wartet ein Polizeikommissar, der den Advokaten festnehmen will. Fenice verhindert auch das.
Nach seiner Genesung kommt Filippo zur Vernunft. Er sagt zu Fenice: „Meine Welt ist leer, mein Leben eine Beute des Hasses, meine alte und meine neue Heimat verbannt mich, was soll ich noch leben, wenn ich auch dich verlieren muß!“ Filippo zieht sich von seinen Feinden zurück; geht mit seiner Braut Fenice nach Genua. Der Anwalt hat übrigens eine gute Partie gemacht. Fenices Eltern, die drei Jahre vor Handlungsbeginn verstorben waren, hatten der Tochter zu Lebzeiten Ländereien und Schafherden vererbt.

## Rezeption
- 1965, Erler[5] merkt an, Keller habe 1859 an Heyse geschrieben, einige seiner Mädchengestalten, darunter Fenice, überzeugten ihn.

### Ausgaben
- Das Mädchen von Treppi S. 33–82 in: Paul Heyse: Das Mädchen von Treppi. Italienische Liebesgeschichten. Mit einem Nachwort von Gotthard Erler. Illustrationen: Wolfgang Würfel. 512 Seiten. Buchverlag der Morgen, Berlin 1965
- L'Arrabbiata. Das Mädchen von Treppi. Im Anhang: Beiträge zur Novellentheorie, hrsg. v. Karl Pörnbacher. Reclam, Stuttgart 2017, ISBN 978-3-15-008301-7.

### Sekundärliteratur
- Werner Martin (Hrsg.): Paul Heyse. Eine Bibliographie seiner Werke. Mit einer Einführung von Prof. Dr. Norbert Miller. 187 Seiten. Georg Olms Verlag, Hildesheim 1978 (Schreibmaschinenschrift), ISBN 3-487-06573-8
- Peter Sprengel: Geschichte der deutschsprachigen Literatur 1870–1900. Von der Reichsgründung bis zur Jahrhundertwende. München 1998, ISBN 3-406-44104-1